# Vlastiboř (Boemia meridionale)
Vlastiboř è un comune della Repubblica Ceca facente parte del distretto di Tábor, in Boemia Meridionale.